# Mariella Ahrens

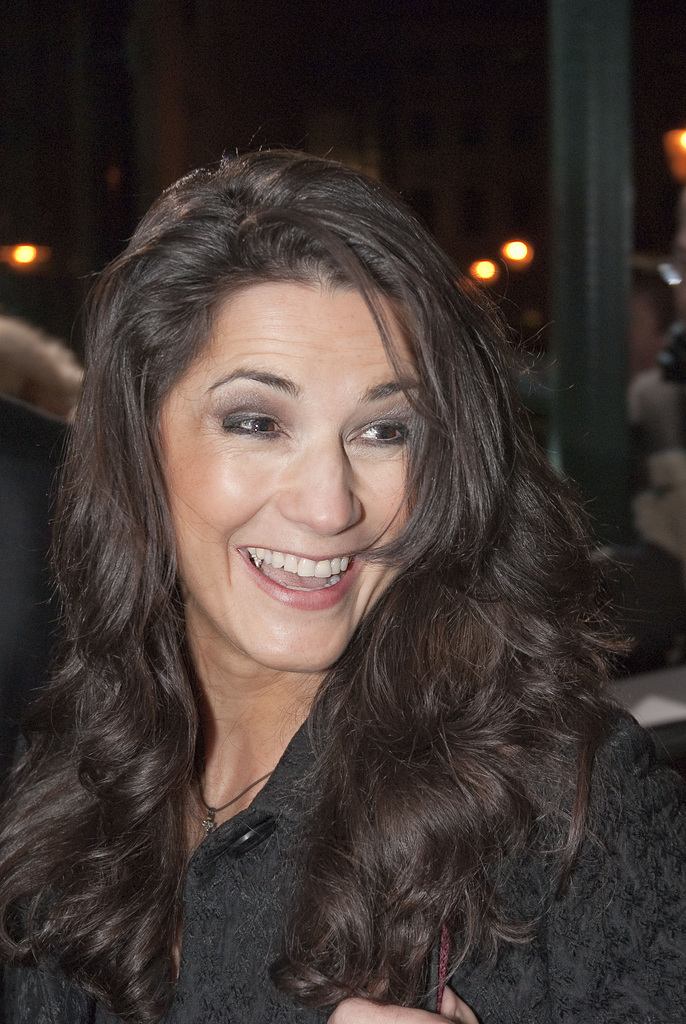
Mariella Ahrens

Mariella Ahrens (Leningrad, 2 april 1969) is een Duitse actrice.
Ahrens wordt in Leningrad geboren als de dochter van een Duitse computerspecialist en een Bulgaarse oogarts. Haar opleiding tot actrice volgde ze bij Fritz Kirchhoff aan de Theaterschool Der Kreis in Berlijn. Haar eerste rollen had Mariella bij het Kleinen Theater en in televisiefilms.
Na een aantal gastrollen in SOKO Leipzig, Sabine en Im Namen des Gesetzes speelde ze een rol in Die Würstenrose van ZDF. Later zou Ahrens voor ZDF nog meewerken aan Traumzeit en verfilmingen van Rosamunde Pilcher. Naast haar acteerwerk, was Mariella ook deelneemster aan de RTL-show Ich bin ein star - Holt mich hier aus. In 2004 verscheen ze op de cover van de Duitse Playboy.

## Privé
Op 12 december 2006 trouwde Ahrens met de vier jaar oudere Patrick Graf von Faber-Castell. De twee gaven elkaar het jawoord in New York. Mariella leerde Patrick kennen tijdens de bruiloft van Franjo Pooth en zijn vrouw Verena in 2005. In september 2006 maakte ze hun verloving bekend. Het officiële huwelijk voor de kerk vond plaats op 7 juli 2007 in de Martin-Luther-Kirche in Neurenberg. 
In maart 2007 werd Ahrens moeder van een dochter. Mariella had al een dochter uit een eerdere relatie, die later officieel werd geadopteerd door Patrick.

## Filmografie (selectie)
- 1989: Feriengewitter
- 1991: Moderation beim Fernsehen aus Berlin
- 1995: Westerdeich (televisieserie)
- 1995: Gute Zeiten, schlechte Zeiten (televisieserie, 41 Folgen)
- 1995–1996: Jede Menge Leben (televisieserie)
- 1996–1999: OP ruft Dr. Bruckner (televisieserie, 49 Folgen)
- 1996: Du bist nicht allein – Die Roy Black Story
- 1997: Polizeiruf 110 – Heißkalte Liebe (televisieserie)
- 1998: Edgar Wallace: Die unheimlichen Briefe
- 1998: Whiteface
- 2000: Die Wüstenrose (televisiefilm in zwei Teilen)
- 2000: Rosamunde Pilcher: Im Licht des Feuers
- 2001: Polizeiruf 110 – Fliegende Holländer
- 2002: 666 – Traue keinem, mit dem du schläfst!
- 2004: Ich bin ein Star – Holt mich hier raus!
- 2004: Utta Danella – Plötzlich ist es Liebe (televisiefilm)
- 2004–2005: Sabine! (televisieserie)
- 2005–2007: Im Namen des Gesetzes (televisieserie)
- 2006: In aller Freundschaft – Alte Wunden (televisieserie)
- 2008–2010: Der Bergdoktor (televisieserie, 7 afleveringen)
- 2008: Notruf Hafenkante – Vertrauensfrage (televisieserie)
- 2009: So ein Schlamassel
- 2009: Ein Fall von Liebe (televisiefilm)
- 2009: Inga Lindström: Das Herz meines Vaters (televisiefilm)
- 2010: Gier
- 2010: In aller Freundschaft – Enttäuschte Erwartungen (televisieserie)
- 2011: Beate Uhse – Das Recht auf Liebe
- 2011: Ein Fall von Liebe – Saubermänner (televisiefilm)
- 2011: Rosamunde Pilcher – Der gestohlene Sommer
- 2013, 2017: Promi Shopping Queen
- 2014: Familie Dr. Kleist – Dunkle Wolken (televisieserie)
- 2014–2016: Ein Fall von Liebe (televisiefilmreeks)
- 2015: Prinzessin Maleen (televisiefilm)
- 2020: Unter uns (televisieserie)
- 2023: Die Verräter – Vertraue Niemandem! (reality-misdaadserie, 6 afleveringen, RTL)